# St Michel-Preference Home-Auber93 (femení)
L'equip de ciclisme femení St Michel-Preference Home-Auber93 és un equip de ciclisme femení francès creat el 2012 en categoria amateur. El 2022 dona el salt al professionalisme entrant a la UCI Women's ProTeam, la segona divisió del ciclisme. És la secció femenina del equip homònim masculí.

## Classificacions UCI

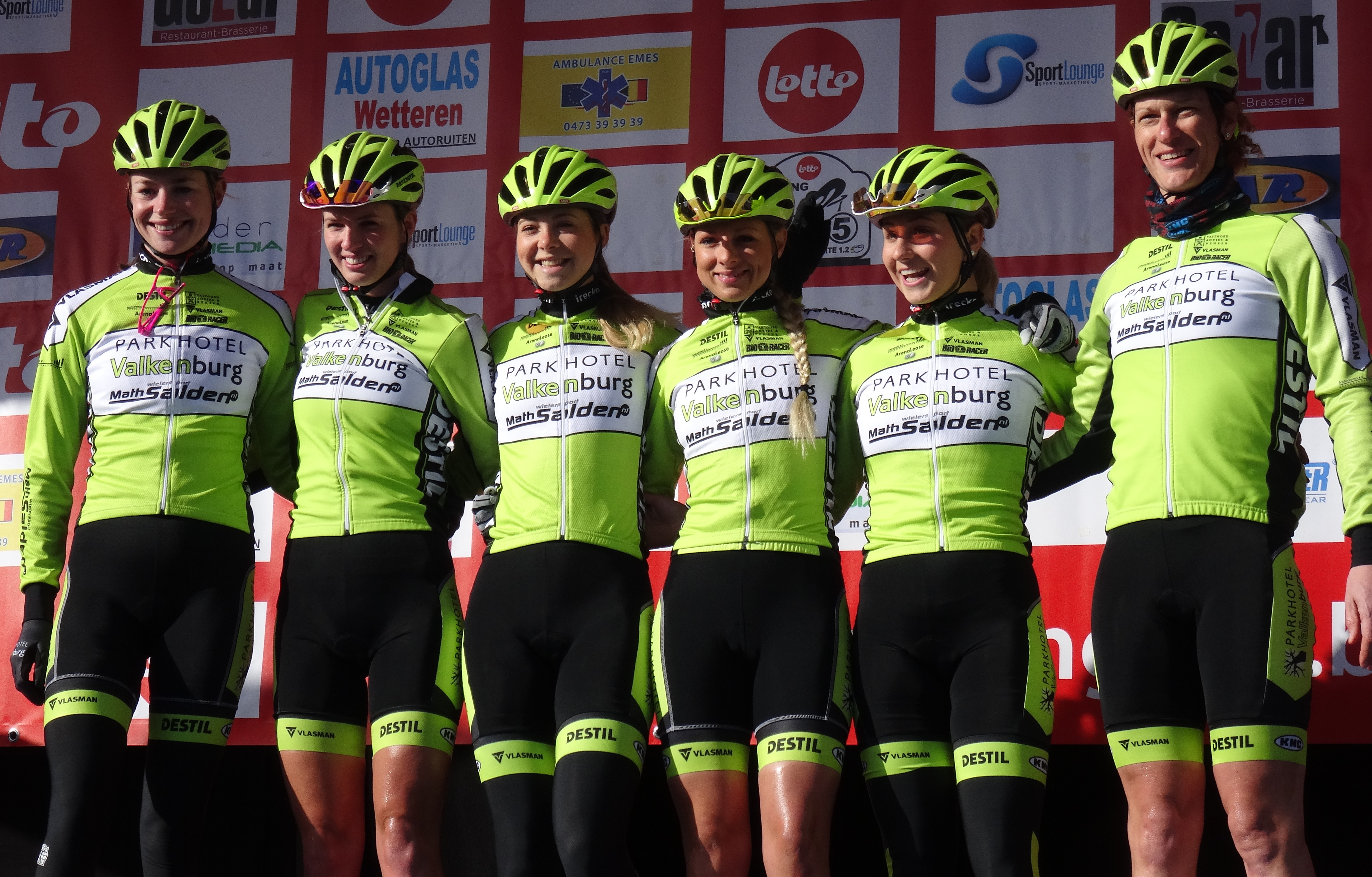
L'equip al 2015

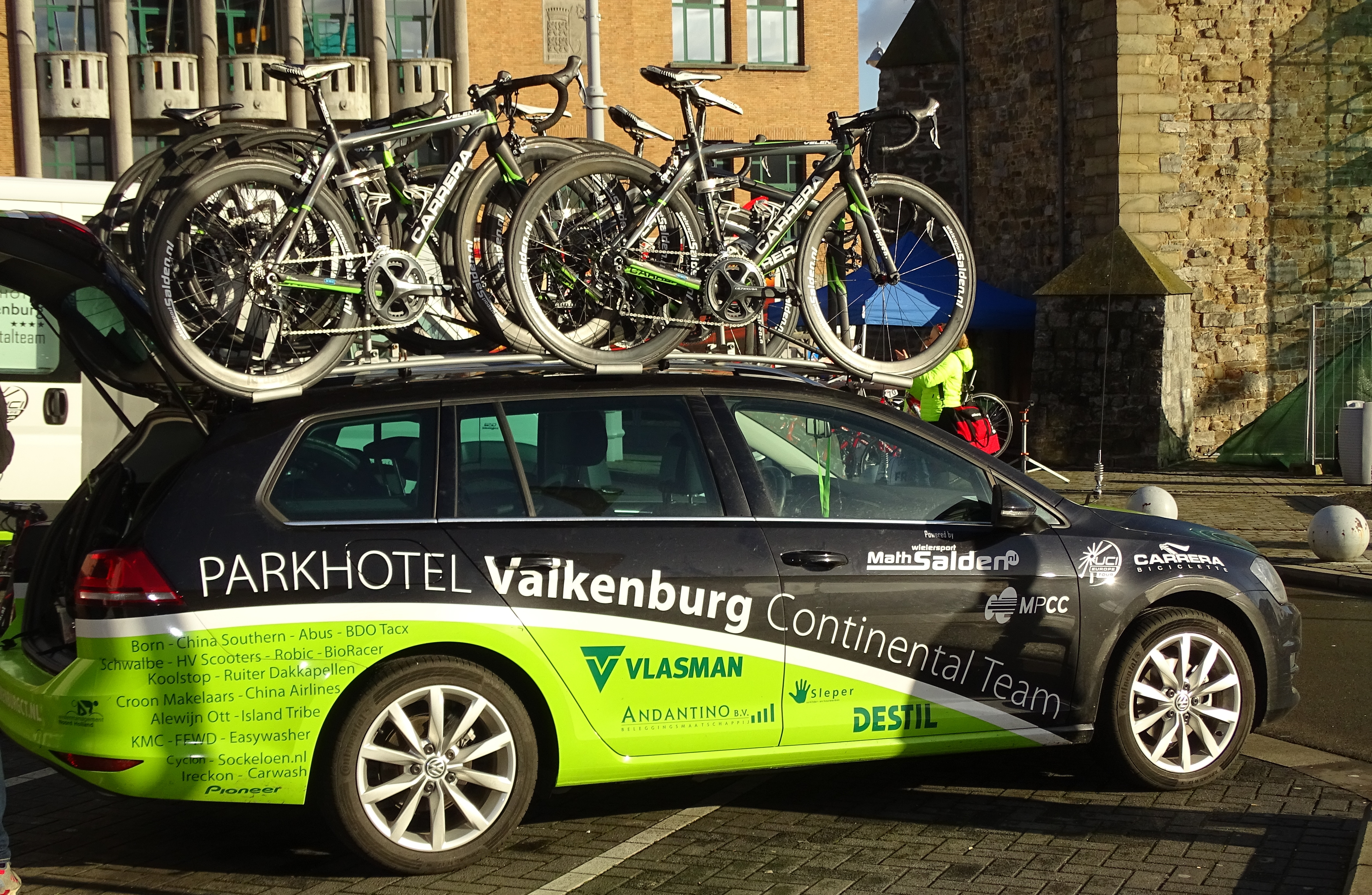
Vehicle de l'equip al 2016

Aquesta taula mostra la plaça de l'equip a la classificació de la Unió Ciclista Internacional a final de temporada i també la millor ciclista en la classificació individual de cada temporada.
| Rànquing UCI | Rànquing UCI     | Rànquing UCI                | Rànquing UCI |
| Any          | Rànquing d'equip | Millor ciclista al rànquing |              |
| ------------ | ---------------- | --------------------------- | ------------ |
| 2022         | 23è              | Simone Boilard (65è)        |              |
| 2023         | 20è              | Simone Boilard (73è)        |              |
| 2024         | 21è              | Marion Bunel (65è)          |              |
|              |                  |                             |              |
| Font: UCI    |                  |                             |              |

La taula següent mostra el rànquing de l'equip a la UCI World Tour femení, així com la seva millor ciclista en el rànquing individual.
| UCI World Tour | UCI World Tour   | UCI World Tour              | UCI World Tour |
| Any            | Rànquing d'equip | Millor ciclista al rànquing |                |
| -------------- | ---------------- | --------------------------- | -------------- |
| 2022           | 23è              | Simone Boilard (102è)       |                |
| 2023           | 19è              | Simone Boilard (91è)        |                |
|                |                  |                             |                |
| Font: UCI      |                  |                             |                |

## Composició de l'equip
| \| Llista de l'equip 2025 \| Llista de l'equip 2025 \| Llista de l'equip 2025 \| Llista de l'equip 2025 \| \| Ciclista \| Data de naixement \| Equip previ \| \| \| ---------------------- \| ---------------------- \| ---------------------------------------- \| ---------------------- \| \| Alison Avoine \| 5 de gener de 2000 \| \| \| \| Clémence Chéreau \| 7 de octubre de 2005 \| Lanester Women Morbihan (2024) \| \| \| Séverine Eraud \| 24 de febrer de 1995 \| Stade Rochelais Charente-Maritime (2022) \| \| \| Lucie Fityus \| 19 de novembre de 2000 \| Ara-Skip Capital (2024) \| \| \| Alicia González Blanco \| 27 de maig de 1995 \| Lifeplus Wahoo (2024) \| \| \| Adele Normand \| 5 de gener de 2002 \| Eneicat-CMTeam (2024) \| \| \| Coline Raby \| 24 de abril de 2003 \| Hess Cycling Team (2023) \| \| \| Elyne Roussel \| 5 de desembre de 2005 \| Breizh Ladies (2023) \| \| \| Ella Simpson \| 30 de desembre de 2002 \| Ara-Skip Capital (2024) \| \| \| Ségolène Thomas \| 17 de desembre de 1998 \| Team Komugi-Grand Est (2024) \| \| \| Emily Watts \| 26 de novembre de 2000 \| Chevalmeire (2024) \| \| \| \| \| \| \| \| Font: ProCyclingStats \| \| \| \| |                        |                                          |  |
| Llista de l'equip 2025 |                        |                                          |  |
| Ciclista | Data de naixement      | Equip previ                              |  |
| Alison Avoine | 5 de gener de 2000     |                                          |  |
| Clémence Chéreau | 7 de octubre de 2005   | Lanester Women Morbihan (2024)           |  |
| Séverine Eraud | 24 de febrer de 1995   | Stade Rochelais Charente-Maritime (2022) |  |
| Lucie Fityus | 19 de novembre de 2000 | Ara-Skip Capital (2024)                  |  |
| Alicia González Blanco | 27 de maig de 1995     | Lifeplus Wahoo (2024)                    |  |
| Adele Normand | 5 de gener de 2002     | Eneicat-CMTeam (2024)                    |  |
| Coline Raby | 24 de abril de 2003    | Hess Cycling Team (2023)                 |  |
| Elyne Roussel | 5 de desembre de 2005  | Breizh Ladies (2023)                     |  |
| Ella Simpson | 30 de desembre de 2002 | Ara-Skip Capital (2024)                  |  |
| Ségolène Thomas | 17 de desembre de 1998 | Team Komugi-Grand Est (2024)             |  |
| Emily Watts | 26 de novembre de 2000 | Chevalmeire (2024)                       |  |
| |                        |                                          |  |
| Font: ProCyclingStats |                        |                                          |  |

| \| Llista de l'equip 2024 \| Llista de l'equip 2024 \| Llista de l'equip 2024 \| Llista de l'equip 2024 \| \| Ciclista \| Data de naixement \| Equip previ \| \| \| ---------------------- \| ---------------------- \| ----------------------------------------------- \| ---------------------- \| \| Alison Avoine \| 5 de gener de 2000 \| \| \| \| Marion Borras \| 24 de novembre de 1997 \| DN Auvergne-Rhône Alpes (2022) \| \| \| Marion Bunel \| 7 de octubre de 2004 \| \| \| \| Camille Fahy \| 7 de juliol de 2003 \| \| \| \| Victorie Guilman \| 25 de març de 1996 \| FDJ-Suez (2023) \| \| \| Célia Le Mouel \| 20 de juliol de 2000 \| Emotional.FR-Tornatech-GSC Blagnac VS 31 (2022) \| \| \| Dilyxine Miermont \| 16 de maig de 2000 \| DN Auvergne-Rhône Alpes (2022) \| \| \| Margot Pompanon \| 20 de abril de 1997 \| \| \| \| Elyne Roussel \| 5 de desembre de 2005 \| Breizh Ladies (2023) \| \| \| \| \| \| \| \| Font: ProCyclingStats \| \| \| \| |                        |                                                 |  |
| Llista de l'equip 2024 |                        |                                                 |  |
| Ciclista | Data de naixement      | Equip previ                                     |  |
| Alison Avoine | 5 de gener de 2000     |                                                 |  |
| Marion Borras | 24 de novembre de 1997 | DN Auvergne-Rhône Alpes (2022)                  |  |
| Marion Bunel | 7 de octubre de 2004   |                                                 |  |
| Camille Fahy | 7 de juliol de 2003    |                                                 |  |
| Victorie Guilman | 25 de març de 1996     | FDJ-Suez (2023)                                 |  |
| Célia Le Mouel | 20 de juliol de 2000   | Emotional.FR-Tornatech-GSC Blagnac VS 31 (2022) |  |
| Dilyxine Miermont | 16 de maig de 2000     | DN Auvergne-Rhône Alpes (2022)                  |  |
| Margot Pompanon | 20 de abril de 1997    |                                                 |  |
| Elyne Roussel | 5 de desembre de 2005  | Breizh Ladies (2023)                            |  |
| |                        |                                                 |  |
| Font: ProCyclingStats |                        |                                                 |  |

| \| Llista de l'equip 2023 \| Llista de l'equip 2023 \| Llista de l'equip 2023 \| Llista de l'equip 2023 \| \| Ciclista \| Data de naixement \| Equip previ \| \| \| ---------------------- \| ---------------------- \| ---------------------- \| ---------------------- \| \| \| \| \| \| \| Font: UCI \| \| \| \| |                   |             |  |
| Llista de l'equip 2023 |                   |             |  |
| Ciclista | Data de naixement | Equip previ |  |
| |                   |             |  |
| Font: UCI |                   |             |  |

| \| Llista de l'equip 2022 \| Llista de l'equip 2022 \| Llista de l'equip 2022 \| Llista de l'equip 2022 \| \| Ciclista \| Data de naixement \| Equip previ \| \| \| ---------------------- \| ---------------------- \| ---------------------------------------- \| ---------------------- \| \| Alison Avoine \| 5 de gener de 2000 \| \| \| \| Sandrine Bideau \| 12 de abril de 1989 \| Centre Val de Loire (2017) \| \| \| Simone Boilard \| 21 de juliol de 2000 \| Macadam’s Cowboys & Girls (2021) \| \| \| Perrine Clauzel \| 5 de abril de 1994 \| \| \| \| Laura Da Cruz \| 19 de juny de 2000 \| \| \| \| Coralie Demay \| 10 de octubre de 1992 \| Stade Rochelais Charente-Maritime (2021) \| \| \| Barbara Fonseca \| 29 de novembre de 1990 \| Elles Pays de la Loire (2018) \| \| \| Océane Goergen \| 27 de abril de 2002 \| \| \| \| Elodie Le Bail \| 22 de maig de 1990 \| Stade Rochelais Charente-Maritime (2021) \| \| \| Margot Pompanon \| 20 de abril de 1997 \| \| \| \| Océane Tessier \| 5 de abril de 1996 \| \| \| \| \| \| \| \| \| Font: UCI \| \| \| \| |                        |                                          |  |
| Llista de l'equip 2022 |                        |                                          |  |
| Ciclista | Data de naixement      | Equip previ                              |  |
| Alison Avoine | 5 de gener de 2000     |                                          |  |
| Sandrine Bideau | 12 de abril de 1989    | Centre Val de Loire (2017)               |  |
| Simone Boilard | 21 de juliol de 2000   | Macadam’s Cowboys & Girls (2021)         |  |
| Perrine Clauzel | 5 de abril de 1994     |                                          |  |
| Laura Da Cruz | 19 de juny de 2000     |                                          |  |
| Coralie Demay | 10 de octubre de 1992  | Stade Rochelais Charente-Maritime (2021) |  |
| Barbara Fonseca | 29 de novembre de 1990 | Elles Pays de la Loire (2018)            |  |
| Océane Goergen | 27 de abril de 2002    |                                          |  |
| Elodie Le Bail | 22 de maig de 1990     | Stade Rochelais Charente-Maritime (2021) |  |
| Margot Pompanon | 20 de abril de 1997    |                                          |  |
| Océane Tessier | 5 de abril de 1996     |                                          |  |
| |                        |                                          |  |
| Font: UCI |                        |                                          |  |